# Oulad Aïssa (kommun i El Jadida)
Oulad Aissa (franska: Oulad Aissa (CR), Oulad Aissa (Commune Rurale), arabiska: مولاي عبد الله) är en kommun i Marocko.   Den ligger i provinsen El Jadida och regionen Casablanca-Settat, i den norra delen av landet, 210 km sydväst om huvudstaden Rabat. Antalet invånare är 21 779.